# AllMovie
AllMovie (раније All Movie Guide) америчка је интернет база података која садржи информације о филмовима, телевизијским серијама и глумцима који у њима глуме. Од 2015. године AllMovie је у власништву компаније RhythmOne.